# Paragem de Troviscoso
A Paragem de Troviscoso foi uma interface da Linha do Minho, que servia a localidade de Troviscoso, no Município de Viana do Castelo, em Portugal.

## História
Esta interface encontrava-se no troço da Linha do Minho entre Darque e Caminha, que foi aberto no dia 1 de Julho de 1878.
Em Junho de 1913, era utilizada pelos comboios tramways entre Viana do Castelo e Valença.